# Linnaemya maculipes
Linnaemya maculipes är en tvåvingeart som först beskrevs av Villeneuve 1920.  Linnaemya maculipes ingår i släktet Linnaemya och familjen parasitflugor. Inga underarter finns listade i Catalogue of Life.